# Myrmeleon assamensis
Myrmeleon assamensis är en insektsart som beskrevs av Soumyendra Nath Ghosh 1982. Myrmeleon assamensis ingår i släktet Myrmeleon och familjen myrlejonsländor. Inga underarter finns listade i Catalogue of Life.